# キム・ヒョンジョン (歌手)
キム・ヒョンジョン（김현정、1976年4月4日 - ）は韓国の女性歌手。本貫は金海金氏。1997年デビュー。台湾では「エイミー・キム」名義で活動している。
2012年10月から2013年1月にかけ、KBS大河ドラマ『大王の夢』で女戦士ミョラン役で出演した。

## ディスコグラフィ
- 1集 - 그녀와의 이별（クニョワエイビョル：彼女との別れ）（1997年）
- 2集 - 되돌아온 이별（テドラオンイビョル：帰ってきた別れ）（1999年）
- 3集 - 멍（モン：あざ）（2000年）
- 4集 - Wild Beauty（2001年）
- 5集 - Diet（2002年）
- 6集 - Hit For Six（2003年）
- 7集 - I LOVE SOUL（2004年）
- - Fun Town 20 (2005年) ※リード曲「아파요（アッパヨ）」は桂銀淑「すずめの涙」のカバー
- - Dance with Hyun Jung (2006年)
- 8集 In And Out (2008年)
- Gold miss goes song (2009年)
- - 1 MINUTE 1 SECOND(2011年)
- - お世辞(2015年)
- -  Together Forever 18 (2015年)
- SBS Drama O.S.T 姉は生きている(2017年)
- TVN Drama O.S.T ぞんざいなヨンエ氏 (2017年)
- - Holeman is back (2020年)

## エピソード
173cmの高い身長にあったさわやかで力のある声で、1998年を熱狂させた歌手キム・ヒョンジョン。外見でなく、実力で勝負するキム・ヒョンジョンの登場は、韓国の歌謡界に活力を吹き込んだ。豊かな声量と魅力的な声、外見までそろった彼女の人気は1998年に最高峰に達した。
1997年、彼女のデビューアルバムは、広報活動の不足で人気が出なかったが、セカンドアルバムを準備する頃、デビューアルバムの中の「彼女との別れ」が徐々に人気が出てきた。その一番の功労者はリスナーたち。普通、アルバムの内容は先に放送局を通じてリスナーに伝播される。しかし、このアルバムは、その反対のケースだった。
表題曲「彼女との別れ」が地方や大学街等で自然に流行りながら有名になった珍しいケースだった。彼女はタイトル曲「彼女との別れ」をRemixし、1998年5月にアルバムを再び出した。韓国内最高の振付師だと自負するホン・ヨンジュ他4人のダンシングチームと一緒にセクシーなダンスを披露して本格的な活動に入った後、各放送局のベストテン番組はもちろん各種チャート1位を連続的に独占し「彼女との別れ」の熱風が巻き起った。
キム・ヒョンジョンは女子高時代、ヘビーメタルグループでボーカルをしていたというハスキーで豊かな声量と力のあるボーカル、魅力的な容姿で10代から中年層に至るまで多くの人々の好感を得た。
パク・ムジク作画の少女漫画「T.R.Y Take off Rush Youth」の原作を手掛けていた。

## 受賞歴
| 年度 | 受賞一覧 |
| ---- | --- |
| 1998 | - KBS歌謡大賞(今年の歌手賞) - MBC歌謡大賞(新人歌手賞) - MBC歌謡大賞(人気歌手賞) - SBS歌謡大典(新人歌手賞) - SBS歌謡大典(10代歌手賞) - KMTV歌謡大賞(新人歌手賞) - KMTV歌謡大賞(人気歌手賞) - ソウル歌謡大賞(新人歌手賞) - ゴールデンディスク(本賞) |
| 1999 | - ゴールデンディスク(本賞) - KMTV歌謡大賞(対象) - KBS歌謡大賞(今年の歌手賞) - SBS歌謡大典(10代歌手賞) - MBC歌謡大賞(今年の歌手賞) - 大韓民国芸能芸術賞(男女青少年歌謡賞)                                                                          |
| 2000 | - ゴールデンディスク(本賞) - MBC10代歌手歌謡祭(10代歌手賞) - SBS歌謡大典(10代歌手賞) - KBS歌謡大賞(10代歌手賞) - KMTV歌謡大賞(本賞) - N-TV(10代歌手賞) - MBC演技大賞(最優秀ラジオDJ賞)                                                            |
| 2001 | - MBC10代歌手歌謡祭(10代歌手賞) - KBS歌謡大賞(本賞) - SBS歌謡大典(本賞) - ソウル歌謡大賞(最年少功労賞) - M.netミュージックビデオフェスティバル(女性ソロ歌手賞) - 大韓民国芸能芸術賞(新世代歌手賞) - KMTV歌謡大賞(本賞) - itv歌謡大賞(人気歌手賞)  |
| 2002 | - KBS歌謡大賞(本賞) - SBS歌謡大典(本賞) |
| 2005 | - 中国の流行歌謡(最優秀ダンス賞) |